# 訓令
訓令（くんれい）とは、行政機関（上級官庁）が所管の別の行政機関（下級官庁）及び職員に対して有する指揮監督権の一つ。

## 概要
上級官庁が下級行政庁および職員に対して発する、職務遂行・権限行使を指図する命令である。
大臣・委員会・各庁の長官が訓令を発することができることは、国家行政組織法（昭和23年法律第120号）の第14条第2項において明文で規定されている。根拠規定がなくても、行政組織の一体性や階層性の原則上、当然に認められている。
訓令の公表は義務ではないが、中には公共性が強いなどの理由で官報や各行政機関のホームページ等に掲載されるものもある。訓令は法令番号と同様の訓令番号を持つ（例：平成30年法務省刑総訓第3号）。

## 訓令の種類
訓令は発出する機関により以下のような種類に分けられる。
- 内閣の訓令
- 内閣府の訓令
- 各省の訓令
- 外局（庁・委員会）の訓令
- その他の訓令

地方公共団体（及びその機関）にも訓令を発出するものがある。

## 訓令の効果

### 官庁及び職員への効果
訓令は、上級官庁から下級官庁及び職員への命令であり（上司による命令となるもの）、下級官庁及び職員はこれに従わなければならない。仮に訓令が違法なものであったとしても、無効でない限り下級行政庁を拘束するというのが通説となっているが、訓令に違反した行政行為が当然には違法になるわけではない。

### 国民への効果
訓令は、上司から所管の諸機関及び職員に対して行われるものであっても国民に対して行われるものではなく、狭義の法規として直接的に国民を拘束することはない。
ただし、ローマ字#日本式および訓令式や各種申請の際の審査基準のように、訓令が間接的に国民に影響を及ぼすことがある。

## 訓令と類似したものとの関係

### 訓令と法令
訓令と法令とは異なるものであるが、法令としての性質を有する訓令や法令を補完する役割を果たす訓令も存在する。

### 訓令と通達
国家行政組織法14条2項は、「各省大臣、各委員会及び各庁の長官は、その機関の所掌事務について、命令又は示達するため、所管の諸機関及び職員に対し、訓令又は通達を発することができる」として訓令と通達を使い分けて規定しているが、両者は相排斥する概念ではなく、実質的意味の訓令が文書によって示達された場合、これを通達というのが一般的理解であるが、防衛省では訓令と通達は区別されており、達も使用されている。
一般的傾向としては、文書番号で「訓令」と題されている場合は、法令と同様の条文形式による場合が多い。例：ダム検査規程（昭和四十三年二月十七日建設省訓令第二号）
通達の場合は、通達内容に応じて任意の文章形式（いわゆる書簡形式）である。例：道路標識、区画線及び道路標示に関する命令の一部を改正する命令の施行について（昭和四二年一一月一六日建設省道政発第八三号）

### 訓令と職務命令
訓令は、上級官庁が下級官庁又は職員に権限行使の指揮のために行う命令であって、公務員個人の職務に関して発する職務命令（国家公務員法（昭和22年法律第120号）第98条1項）は必ずしも訓令ではないとされる。
訓令は、行政組織内部における規律（命令）であり、一般の国民に対しては狭義の法規の性質を持たないものであるのが原則であるが、公務員に対してはその権限ある上司から出された職務の範囲内の訓令は職務上の命令として有効であり、部下である公務員は、忠実にこれに従う義務がある。